# 捕鯨問題

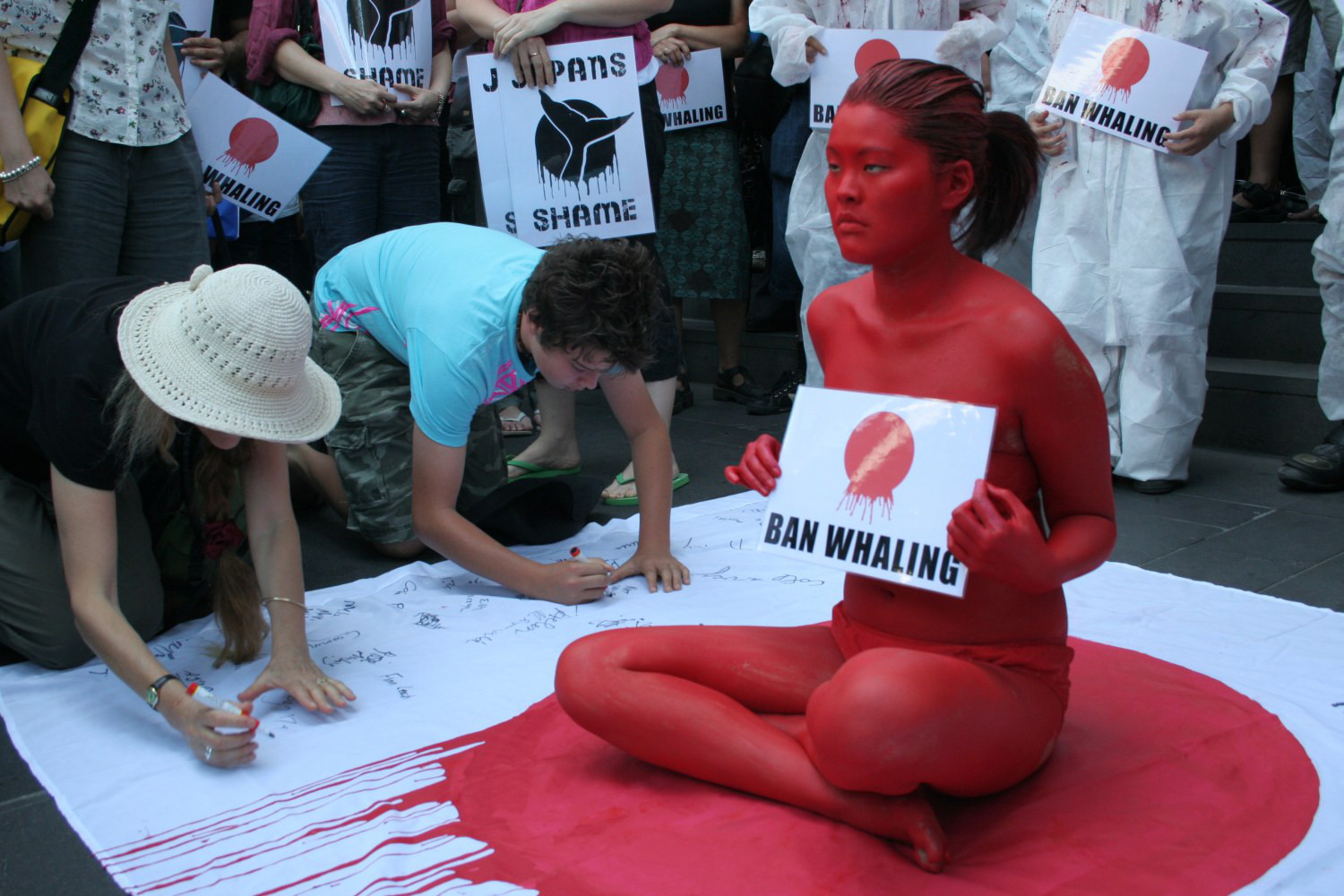
日本の捕鯨に対する抗議運動（2007年、オーストラリア在メルボルン日本国総領事館前、赤塗りの女性は Jamie Yew）

捕鯨問題（ほげいもんだい）とは、クジラおよびイルカの捕鯨の是非に関する国際的な倫理問題、社会問題である。

## 経緯

### 捕鯨の歴史
現在では反捕鯨側に立っている国々も、過去には捕鯨国だった場合がある。それらの国々の捕鯨も、最初は沿岸捕鯨から始まった。19世紀末にはノルウェー式捕鯨が開発され、ナガスクジラ科の捕獲も進んだ。鎖国中の日本と異なり遠洋航海が可能だった国々では、沿岸捕鯨で鯨が減れば、沖合捕鯨・遠洋捕鯨へと移行し、さらに他の漁場へ移動して捕鯨を続けた。初期には食肉利用も行っていたが、十分な保存技術がなかったため、鯨油・ヒゲなどの資源のみを目的とするようになった。南極海でも20世紀初頭に本格的な捕鯨が始まった。19世紀から20世紀半ばにかけてアメリカやオーストラリアやノルウェーは灯火燃料や機械油用の鯨油目的の捕鯨を当時世界最大の規模で盛んに行ったため、絶滅寸前に瀕した鯨種もいたといわれ、主にセミクジラやマッコウクジラが減少した。1931年にシロナガスクジラ捕獲はピークとなる。以後もナガスクジラなどのより小型の鯨種に移行して捕獲が続いたが、最終的には、鯨類資源の減少と鯨油需要の低下から不採算となる。
日本の国内では欧米の捕鯨により日本近海で短期間の内に資源の枯渇に帰結したという論調が目立つが、後述の通り欧米の捕鯨が介入する以前（文禄期）の日本の古式捕鯨でも20年前後で当該地域のクジラが激減することが判明しており、ナショナリズムや国威掲揚の振興、外国に対する被害者意識を形成するための政治的な材料として利用されていたこともあり、古式捕鯨の持続性の主張には科学的な裏付けが伴っていない。欧米の捕鯨の対象種が主としてマッコウクジラとセミクジラを対象にしているのに対し、網捕り式捕鯨では当時欧米が捕れなかったシロナガスクジラなども獲物に出来たため、必ずしも欧米のみに起因する資源枯渇であったかは疑問視されている。特にアメリカ式捕鯨で重視されたのはマッコウクジラであるが、殆ど食用に向かないマッコウクジラは日本の捕鯨ではあまり重視されていなかった。セミクジラに関しては日本近海での欧米の操業は行われてはいない。また、そもそも世界規模の航海を伴うものの、この時代のアメリカ式捕鯨とは帆船の母船から肉眼でクジラを捜し、発見後手漕ぎのボートを降し、人力にて銛を打ち込むというものであって、全盛期で世界全体で800隻程度が年10頭程度ずつを捕獲していた。
日本各地に点在していた鯨組の多くが姿を消していった。この為日本は前述のノルウェーなどとともに20世紀初頭から南氷洋捕鯨に参加している。

### 日本における捕鯨
日本の鯨肉食文化は縄文・弥生時代から存在し、弥生時代にはより大型の鯨の捕鯨も行われていたとみられる。北海道でも古代に捕鯨が始まっていた。江戸時代には鯨組の成立など大規模化が進み、セミクジラなどを組織的に捕獲して、鯨油や鯨肉などとして商品化していたが、主な目的は鯨油であり、保存の効かない鯨肉は廃棄される場合も多く、内臓や鯨骨はほとんど利用されなかったとされている。
江戸時代末期になり、アメリカ・イギリスなどの諸国からの多数の捕鯨船が日本近海で活動しており、この頃の遠洋捕鯨は「アメリカ式捕鯨」と呼ばれる帆船捕鯨。「白鯨」などで描写された。上記の通り、日本の国内ではこれが原因で日本近海の鯨の個体数は激減し、日本の古式捕鯨は壊滅的打撃を受けたとされることが多いが、日本の古式捕鯨の持続性には懐疑的な部分が指摘されているだけでなく「古式捕鯨の持続性」というトピックが政治的な材料として利用されてきた側面もあり、実際に欧米の介入以前の古式捕鯨でも当該地域からクジラが激減することが判明している。
なお、ペリーからの開国要求及び日米和親条約は当時日本沿岸で活動していた捕鯨船への補給も一因であり、小笠原諸島に居住している欧米系島民は、定着したアメリカ捕鯨船員の子孫である。
その後、明治時代になると近代捕鯨法が導入され、定着したのはノルウェー式捕鯨だった。これにより捕鯨対象鯨種もシロナガスクジラなどが中心となる。古式捕鯨法は、1878年（明治11年）の太地における海難事故「大背美流れ」もあって打撃を受け、九州の一部を除き近代捕鯨産業への変身には失敗して、沿岸域でのゴンドウクジラやミンククジラを対象とした捕鯨として存続した。もっとも、古式捕鯨の行われた地域は近代捕鯨産業でも重要な拠点だった。捕鯨が近代化され沖合捕鯨へと漁場を拡大するのと平行して、日本も1934年以降は鯨油を目的として南氷洋まで船団を派遣して捕鯨を実施。第二次世界大戦が始まると、母船式捕鯨は一旦中止された。
戦後、日本の食糧事情を改善するため、大量かつ容易に確保が可能な蛋白源としてクジラが注目され、連合国軍最高司令官総司令部（GHQ）の協力も得て捕鯨が推進され、南氷洋での捕鯨も復活した。

### 捕鯨規制の流れ
1931年にシロナガスクジラ捕獲はピークとなったが、同時期に国際的な捕鯨規制が始まり、1931年のジュネーブ捕鯨条約、1937年の国際捕鯨取締協定などが結ばれた。セミクジラとコククジラの禁漁や、漁期制限、未成熟個体の捕獲禁止などが内容だった。鯨油の生産調整も行われた。日独ソなどはこうした条約への参加には積極的でなかった。日本は1939年に加盟するはずだったが、第二次世界大戦の勃発のため未加盟に終わった。

#### 国際捕鯨委員会の設置
戦後の1946年、上記の各条約を発展させる形で、国際捕鯨取締条約が結ばれた。これにもとづき1948年に国際捕鯨委員会 (IWC) が設置され、日本も独立直後の1951年に加入した（捕鯨国のうちスペイン・ポルトガル・チリ・ペルーは1970年代以降の加盟）。捕獲枠は1963年以降大きく縮小され、1966年にザトウクジラとシロナガスクジラは禁漁となった。コスト上昇に耐えられず、捕鯨業から撤退する国が増えた。1960年代にイギリス・オランダ・オーストラリアなどが捕鯨から撤退した。

#### 商業捕鯨モラトリアム
1950年代、実質他国の撤退する中で日本が一人勝ちしていた時期に、効率の良い鯨から資源が減少し、当時IWCの科学委員会ではシロナガスクジラの全面禁漁を提案していたが、日本、ソ連、ノルウェー、オランダは受け入れなかった件などが紛争の火種になったといわれ。1960年代末、鯨類全面禁漁の意見が出始めた。米国は1972年の国連人間環境会議で商業捕鯨の10年間一時停止を提案し採択された。IWCでも同年にモラトリアム提案を提出したが、科学的正当性に欠けるとの理由で否決された。アメリカが反捕鯨を持ち出したのは、当時話題になっていた核廃棄物の海洋投棄問題から目をそらせるためであったと国際ピーアール（現ウェーバーシャンドウィックワールドワイド)「捕鯨問題に関する国内世論の喚起」に記されている。この他、人間環境会議に出席した日本代表の米沢邦男は、主催国スウェーデンのオロフ・パルメ首相が、ベトナムでの米軍の枯れ葉作戦を非難し環境会議で取り上げることを予告していた。アメリカはそれまでIWCに捕鯨モラトリアムを提案しておらず、それを唐突に焦点にしたのは、ベトナム戦争の枯葉剤作戦隠しの意図があったのではないかといわれている。しかしながら、同会議に日本から出席した綿貫礼子によれば、当時は国連主催の会議でベトナム戦争には言及しない事が暗黙の了解となっており、同会議場ではアメリカの「地球の友」と英国の「エコロジスト」を出しているグループが共同で出したミニ新聞には国連会議の動きが記されており、国連会議で鯨に対する日本政府の姿勢を攻撃するニュースも記されていた。また、人間環境会議にいたる状況を調べた真田康弘によると、人間環境会議から八ヶ月前にIWCで採択していた南半球の一部海域でのマッコウクジラの捕獲制限措置に対して、日本が充分な科学的根拠がないと異議申立てを行い、捕獲制限に従わない意向を表明した為モラトリアムを不要としてきた米国の立場は著しく困難になり、米外務省担当官が「もしアメリカがモラトリアムを本当に追求することとなれば、適切な国際フォーラムに提起することになるだろう」と当時の在米日本大使館佐野宏哉一等書記官に対して示唆した。その後、米国政府ではCEQ（環境問題諮問委員会）から持ち上がった捕鯨政策転換に同調した、ロジャーズ･モートン内務長官が1971年11月に十年モラトリアムの支持を公言した、と人間環境会議に至る過程の米国内部の変遷を明かし、人間環境会議で米国が唐突に反捕鯨の提案を行ったとする見方を否定している。その結果、人間環境会議でスウェーデンのオロフ・パルメ首相は言及しないのが暗黙の了解とされていた中で、枯葉剤作戦を人道的見地および生態系破壊の面から非難するに至ったと考えられている。
1982年、反捕鯨国多数が加入したことでIWCで「商業捕鯨モラトリアム」が採択される。これは、NMP方式によるミンククジラの捕獲枠算定が、蓄積データ不足で行えないことを名目とするものである。この「商業捕鯨モラトリアム」は、1982年7月23日のIWC総会において採択された国際捕鯨取締条約附表に属するものであるが、1972年と1973年のIWC科学委員会において「科学的正当性が無い」として否決されていたもので、1982年においてはIWC科学委員会の審理を経ていないことから、国際捕鯨取締条約の第5条2項にある付表修正に要する条件である「科学的認定に基くもの」に反しており同条約違反で法的には無効であるとの立場を日本は取っている。

#### 日本による商業捕鯨撤退と調査捕鯨
日本・ノルウェー・ペルー・ソ連の4カ国が異議申し立てをしたが、その後日本とペルーは撤回した。日本が1985年に異議申し立てを撤回したのは、米国のパックウッド・マグナソン法に基づいて同国の排他的経済水域内における日本漁船の漁獲割り当て量が大幅に削減される可能性があったためであった。
アメリカは日本に異議申し立てを撤回しなければ、アメリカの排他的経済水域から日本漁船を締め出すとの意向が伝えられたため、日本はやむなくモラトリアムを受け入れるかわりに、科学的調査として「調査捕鯨」を開始した。1988年に日本は商業捕鯨から撤退した。異議撤回の背景には、米国による水産物輸入停止などの制裁措置があった。同様の制裁措置は、1990年代にはアイスランドに対しても行われた。アイスランドは1992年以降一時IWCを脱退していたが、2003年にモラトリアム条項に異議ないし留保を付して再加入している。
1997年にアイルランドから「調査捕鯨を段階的に終了し全公海を保護区とする代わりに日本の沿岸捕鯨を認める」とする妥協案が提示され継続的に審議されたが、合意に至らなかった。
2000年頃にアメリカは、日本の調査捕鯨停止を求め、形式的ながら制裁を再度発動した。日本は沿岸捕鯨の復活を訴え続けてきたが、2007年のIWC総会でも認められず、政府代表団は「日本の忍耐は限界に近い」と脱退を示唆し、2018年（平成30年）12月26日に、日本国政府はIWCからの脱退を通告した。

#### 保護区、サンクチュアリ
モラトリアムとは別に1979年にはIWCでインド洋の保護区指定などが採択された。南極海については保護区とする付表修正が採択され、南太平洋と南大西洋についても、それぞれオーストラリアなどと南米諸国により保護区化が提案がされた。
なお、アフリカ諸国とラテンアメリカ諸国によって提唱されている南大西洋の鯨類保護区は、日本をふくむいくつかの捕鯨国が中心となって反対して設立が阻害されており、日本が国際捕鯨委員会を脱退した後の2023年の時点でも保護区の設立には至っていない。後述の通り、日本による政府開発援助（ODA）を利用した捕鯨支持への「票買い」を「ODA植民地主義」と批判したドミニカ国の元環境・計画・農水大臣であるアサートン・マーチン（英語版）も、南大西洋鯨類保護区の設立に反対する様に指示されたことを明かしており、大臣職の辞任はこれへの抗議であったとしている。

#### 捕獲枠
1974年にIWCは鯨種ごとの規制である新管理方式 (NMP) を導入。これによりナガスクジラやイワシクジラの禁漁措置が適切に行われるなど一定の成果を収めた。残る捕獲対象はミンククジラ・マッコウクジラ・ニタリクジラのみとなった。
1994年、少ないデータでも捕獲枠が算定できる改訂管理方式（RMP）が採択されて、現在までに北西太平洋のミンククジラについては捕獲枠の試算が完了している。なおRMPによる捕獲枠算定には調査捕鯨のデータは必要ない（RMPの運用に調査捕鯨のデータは不要）。現在のIWCでは捕獲枠の実効確保のための監視などの枠組み（RMS）の交渉が行われていたが、2006年に交渉は決裂した。環境保護団体グリーンピースなどは、たとえRMSが採択されても乱獲を防げないと主張し、一切の商業捕鯨に反対している。

#### オーストラリアによる日本提訴
2010年5月、オーストラリアは、南極海での日本の調査捕鯨は実態は商業捕鯨とし国際条約に違反しているとして停止を求め国際司法裁判所に提訴した（南極海捕鯨事件）。2010年12月、ニュージーランドは、オーストラリアによる提訴に、意見陳述などを行うなど協力すると発表した。2014年3月31日に国際司法裁判所は、日本の南極海での現状の調査方法による調査捕鯨は事実上の商業捕鯨であり、調査捕鯨とは認められないとする判決を下し、オーストラリア側の主張が認められた。日本は判決を受けいれるとした。

#### 「インド太平洋経済枠組み（IPEF）」の交渉
2023年、新経済圏構想「インド太平洋経済枠組み（IPEF）」の交渉で、米国が捕鯨反対の立場を協定に明記するよう求めたが、日本の抵抗により見送られた。米国の提案が通っていれば日本の沿岸や沖合で行われている商業捕鯨が難しくなる可能性があった。

## 捕鯨国と捕鯨反対国
基本的には、今後捕鯨を行うことに賛成か、反対かの対立構造があり、2010年5月時点で国際捕鯨委員会（加盟国88カ国）の内、捕鯨支持国は39カ国、反捕鯨国は49カ国ある。
捕鯨国
捕鯨をしている国々には、ロシア、日本、インドネシア、ノルウェー、アイスランド、フェロー諸島（デンマーク自治領）、セントビンセント・グレナディーン、カナダなどが挙げられる。また、カナダは1982年に国際捕鯨委員会を脱退している。
アメリカ合衆国は、国内少数民族の先住民生存捕鯨は是認しているが商業捕鯨には反対している。
捕鯨反対国
捕鯨反対国には、商業鯨油目的の捕鯨を行っていた元捕鯨国のオーストラリア、フランス・スペインなどのEU加盟諸国、ラテンアメリカ諸国（反捕鯨の立場を鮮明にしているアルゼンチンやブラジルなどが主導するかたちで、他のラテンアメリカ諸国も反捕鯨の立場で足並みをそろえている）、ほかニュージーランド、インド等が中心となっており、これに与するNGOも多い。各国で反対理由は異なる。

### 捕鯨再開国
- 商業捕鯨モラトリアムを留保していたノルウェーは1993年に商業捕鯨実施を公式に認めた。
- アイスランドは、2003年から2007年にかけて調査捕鯨を実施したほか、2006年に商業捕鯨再開を認め、2007年の1期のみ操業した。
- 韓国は2009年6月23日に国際捕鯨委員会総会で近海捕鯨活動を再開したいと公式に要請した[28]。2012年7月4日には領海内の調査捕鯨開始を表明した[29]ものの、様々な批判に対し、6日その発言を訂正し、捕鯨は行われなかった[30]。

### 非加盟国による捕鯨
IWC非加盟国による捕鯨（IWC管轄外の小型鯨類は含まない）もある。
- フィリピンではニタリクジラが年間約5頭捕獲[31]。
- インドネシアのレンバタ島ではマッコウクジラが年間20 - 50頭、推定生産量は数百トン規模[31][32]。
- カナダ（北極海沿岸住民イヌイット）ではホッキョククジラが捕獲されている[31][32]。

### 先住民生存捕鯨
米国やカナダでは先住民の「伝統的な生業」（狩猟漁撈）活動の継続は先住権として認められており、アメリカのアラスカ州のイヌピアックやカナダ・イヌイットにはホッキョククジラを捕獲する権利が承認されている。ほかグリーンランド、ロシアなど北極圏に住む北方先住民、カリブ海のベクウェイ島などでの捕鯨は、「原住民生存捕鯨」として一定の捕鯨がIWCでも認められている。この原住民生存捕鯨は、原則として近代的なノルウェー式捕鯨と異なる伝統的な捕鯨手法に基づくものとされ、致死時間の短縮に寄与する銃器の使用などは認められている。

### 小型鯨類の捕鯨
IWC管轄外の小型鯨類の捕鯨は現在も各地で実施されている。
- カナダの極北地域に住むイヌイットはシロイルカやイッカクを捕獲している。
- グリーンランドのカラーリットはシロイルカやイッカク、ゴンドウクジラを捕獲している。アラスカやチュコト半島の先住民は、シロイルカを捕獲している。
- デンマーク領フェロー諸島やカリブ海諸国ではゴンドウクジラが捕獲されている。
- ソロモン諸島などではイルカ漁がなされている。
- 日本でも、北海道の網走と函館、宮城県の鮎川、千葉県の和田浦、和歌山県の太地で、ツチクジラやマゴンドウ、タッパナガ、ハナゴンドウを捕獲している。そのほか、日本各地において追込漁や突棒漁、石弓漁によってイシイルカやリンゼイイルカ、スジイルカ、ハナゴンドウ、オキゴンドウ、バンドウイルカなどのイルカ漁が実施されている[32]。

## 国際法上の捕鯨問題

### 国連海洋法条約
海の憲法とも評される海洋法に関する国際連合条約（国連海洋法条約）に日本も1996年に批准している。本条約では、加盟国は海獣の保護への協力義務があるとされている。
日本は国連海洋法条約第116条 - 第120条に基づき「公海での自由な漁業の権利」として公海利用に関する国際法上の根拠としている。
しかしながら、この条約では200海里の水域内では沿岸国の主権的権利を求める一方、公海における海洋生物の利用は国際管理体制の確立を求めるのが原則であり「公海の利用には国際社会の合意が必要」とされる。たとえば、漁獲高を維持するための「資源保護」に協力する義務があると定めており、第65条において締約国は海洋哺乳類の保存のために協力するものとし、鯨類については国際捕鯨委員会等の国際機関を通じて管理を行なう義務があるとされている。したがって、もしIWCを脱退すればモラトリアムなどのルールに縛られない一方、「今以上に反捕鯨勢力から違法だという批判にさらされ、それに対する法的反論が難しい」ことが水産庁漁業交渉官によっても認識されている。
なお、過去には多くの国が公海捕鯨を行ってきたが、公海での捕鯨をめぐる争点は主として南極海での捕鯨を求める日本のみを対象としたものとなっている。
2024年に日本がナガスクジラの捕獲再開を独自に決定したが、国境を越えた影響評価を実施せずに、他の北太平洋の諸国や委員会へ相談をせずに決定したことは本条約に違反したという指摘も存在する。

### 南極海洋生物資源保存条約
南極海洋生物資源保存条約第6条において、同条約のいかなる規定も、国際捕鯨取締条約に基づき有する権利を害し及びこれらの条約に基づき負う義務を免れさせるものではない旨を規定している。

### ワシントン条約
絶滅のおそれのある野生動植物の種の国際取引に関する条約（ワシントン条約）では、付属書Ⅰにシロナガスクジラ、ザトウクジラ、ミンククジラなどの鯨類を掲載し、これらについては商業目的での貿易並びに海からの持込を禁じている。「海からの持込」規定は、ワシントン条約の適用範囲を、公海での漁獲・捕獲活動に広げる意義を有している。条約案が検討された当初の構想ではクジラ類に対するIWCでの規制が不十分であるとの自国の環境保護団体からの強い突き上げを受け、米国政府が「海からの持込」規定を条約草案に挿入、1973年に開催されたワシントン条約採択会議で強く同条項の盛り込みを求め、この結果挿入された経緯がある。
日本は鯨類に関してミンククジラ、イワシクジラ（北太平洋のものを除く）、ニタリクジラ、ナガスクジラ、イラワジイルカ、マッコウクジラ、アカボウクジラにつき留保を付し、上記鯨種については同条約の適用を免れた。但し留保を付していないザトウクジラと北太平洋に生息するイワシクジラについては、公海上での標本捕獲・持込について、当該持込がされる国の科学当局（日本では水産庁）が、標本の持込が当該標本に係る種の存続を脅かすこととならないこと、標本が主として商業目的のために使用されるものではないと認める必要がある。なお、経済的な利益獲得のための活動のみならず、非商業的側面が際立っていると明らかにはいえない利用方法についても「商業目的」と解釈するものとされている。以上から鑑み、日本によるザトウクジラと太平洋イワシクジラ捕獲はワシントン条約の諸規定を侵害する違法行為にあたるとの見解が元ワシントン条約事務局長で国際法学者のピーター・サンド教授により提起されている。これに対して日本鯨類研究所は、商業目的であるか否かについての判断は締約国に委ねられていると主張している。なおワシントン条約違反行為等に関しては、締約国会議の下に常設委員会が設けられており、同委員会は締約国会合において採択された諸決議に即し、条約違反国に対する貿易制裁を締約国へ勧告する権限を有している。
また、日本では突きん棒などを使用する他の漁業による違法捕鯨（密猟）や定置網などへの「混獲」という状況を利用した意図的な捕獲（疑似的な捕鯨）が行われて絶滅危惧種が狙われる可能性も指摘されており。実際に、セミクジラ・コククジラ・シロナガスクジラなどの所持販売も禁止されている種類が密猟された可能性のある事例や、肉が市場から発見されたこともある。そして、日本では絶滅危惧種の管轄も環境庁ではなく農林水産省が担っており、鯨類の保護そのものが「海外の思想の受け売り」とみなされるなど他の自然保護の内容と比べて軽視されてきた。

### ボン条約

ボン条約への加盟・協力国の一覧。未加盟・非協力国は未着色。

国家間の領域を跨いだ移動や回遊や渡りを行う生物の保護を目的とする移動性野生動物種の保全に関する条約（ボン条約）では、鯨類やウミガメ（鼈甲など）や鳥類（海鳥や渡り鳥）やサメ類（フカヒレなど）なども保護対象として見なされており、ミンククジラをはじめとする日本が捕獲対象として見ているクジラやイルカの種類もすべてが保護の対象に指定されている。
しかし、たとえば東アジアのように未加盟・非協力国を包する地域ではボン条約による生物種の保護への有効性が十分ではなく、2024年現在も日本はボン条約に未加盟である。

## 争点
捕鯨を巡る争点を以下、概説する。
一般的に捕鯨と反捕鯨の対立とされる場合も多いが、中立的な立場や、捕鯨自体には賛成するもののその方向性において様々な立場があり、捕鯨と反捕鯨の対立という短絡的な解釈には問題があり、現実の構図はこの一般的理解よりもはるかに複雑であり、問題を単純化、一般化するのは必ずしも容易ではない。

### 鯨害獣論
1999年の漁業白書によれば、鯨類の餌消費量は2.8 - 5億トンと日本鯨類研究所が推定した。大隅清治は1999年の著書で、増えすぎたミンククジラなどの鯨を間引くことは正に一石二鳥の効果をもたらす、としている。また、小松正之も2001年に「（ミンククジラやクロミンククジラは）海のゴキブリである」という旨の発言を行い、「鯨による生態系への悪影響を防ぐための捕鯨」を支持する日本国内の風潮に影響を与えた。
元沿岸小型捕鯨担当の水産庁調査員の関口雄祐によれば、この効果を実現する為には「海洋全体のコントロール」が絶対条件であるものの、80種の鯨類の管理は単一種の生物を管理する牧場や畑とは段違いに難しく、気象や温暖化も完全に予測できない現在の人類には不可能であるとしている。また、大泉宏は確かに鯨類は沢山の餌を食べているが、鯨類の餌生物は必ずしも人類が利用する生物ばかりではない（一例、ナンキョクオキアミは現在では然程大きい漁業ではない）。イシイルカが食べるスケトウダラのように漁獲高を圧迫しているのではないかと見られるものもあるが、豊漁期のマイワシは年間百万トン近い漁獲が有り、鯨類の他に魚類や海鳥が捕食していたが、食べきれないほどの数であり、マイワシ資源学者はそれで減ったとは考えておらず。鯨類と漁業との競合は個々のケースで考える必要があるとしている。
調査捕鯨を前提にした農林水産省の2011年の「鯨類捕獲調査に関する検討委員会」第3回と第4回において、この件に触れられており。横浜国立大学教授松田裕之は「数学論モデル的に立証された『ピーター･ヨッジスの間接効果理論』は捕食者と被捕食者以外の第三者に対する影響の間接効果の理論であり、これが鯨類（というより特定の水棲捕食生物）による捕食が餌生物の減少をもたらすとは限らない」と指摘し、WWFジャパン自然保護室長岡安直比は「生態系の変動は一種類の動物だけを見るのではなく、全体的なバランスの上で考えなければいけない。全体的に生態系が絶滅に追いやられるほど大きく崩れた事例はあまり観察されてはおらず、国際社会の中では科学的ではないとみられている。」と指摘した。それに対して、野村一郎は「鯨害獣論は科学的に検証が難しく、それよりも鯨の資源が多いから捕っていいのだと言う議論の方が受け入れやすい」とし、東海大学海洋学部専任講師大久保彩子は「鯨害獣説は2002年ぐらいにPRが盛んに行われていたが、科学的妥当性に非常に多くの批判があり、また、2009年のIWC会合で日本の政府代表団が日本の科学者が漁業資源の減少の要因がクジラであると結論づけた事がないとの発言を指摘し、「仮説に過ぎないものを大々的にアピールするのは日本の科学の信頼性を損ねる」と述べており、高成田亨は「生物学の権威が疑問を呈している点は真剣に考えるべき所である」としている。

また、北大西洋のミンククジラの個体数は北太平洋の10倍弱に上るとされる一方で、主だった漁業資源は北大西洋の方が豊富に保たれていると判明しており、日本列島の近海における漁獲量の低下は鯨類に起因するのではなく漁業資源の管理の質による部分が大きいという指摘も存在する。
2009年6月にマデイラ諸島で開催された国際捕鯨委員会の年次会合において、森下丈二（水産庁参事官）は、日本政府代表代理としての立場から、鯨類の増加による漁業資源への被害を実質的に撤回したが、その後も国内世論を是正するという動きは見られなかった。

#### 益獣論

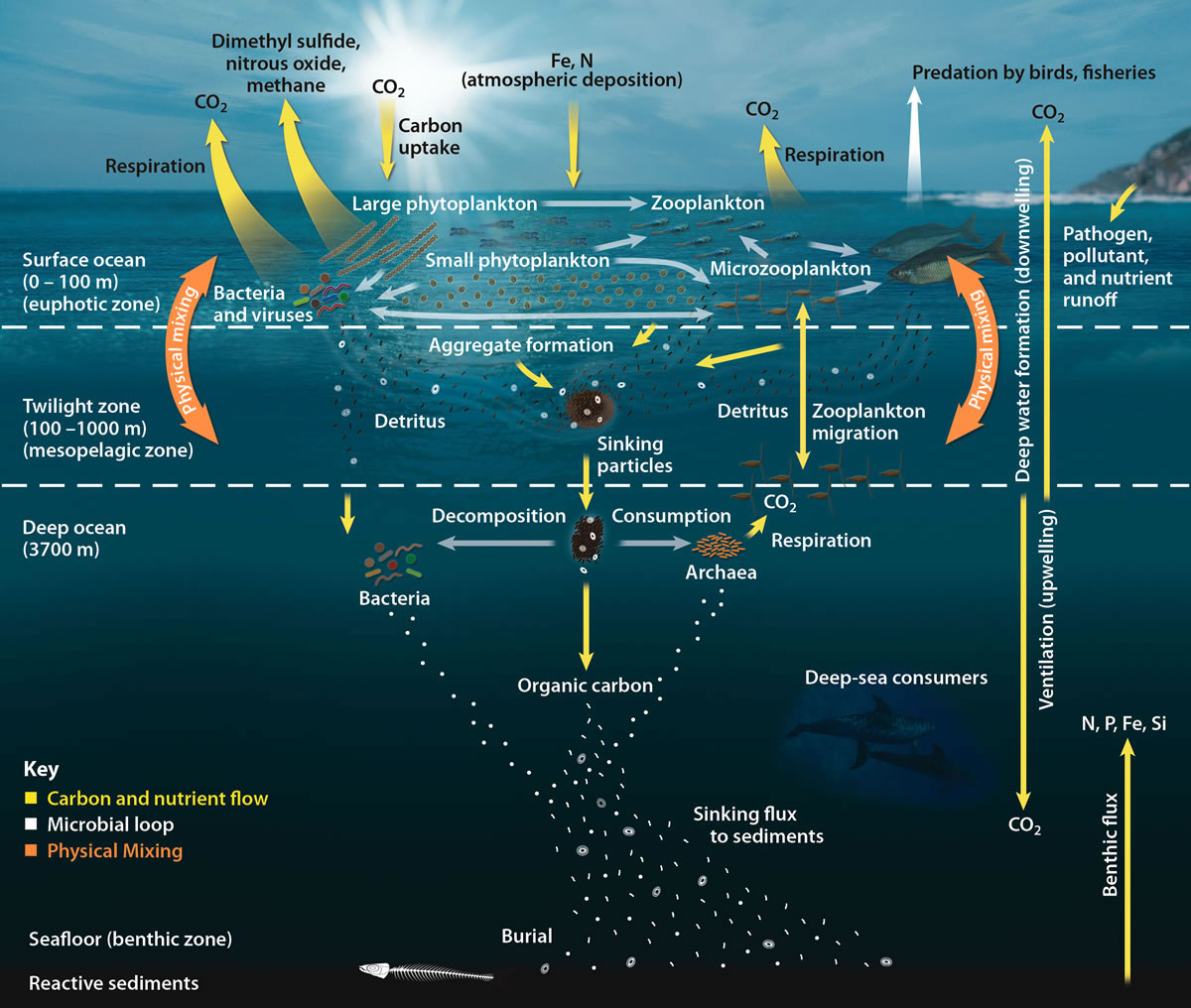
生物ポンプの縮図。

バーモント大学のジョー・ローマンは「我々が新たに検証した複数の研究では、クジラのような大型捕食動物が存在するほうが、生態系における魚類の個体数が多くなることが明らかになっている」と2014年に指摘した。
また、大型鯨類の糞に含まれる大量の窒素やリンや鉄は植物プランクトンの発生を促し、海洋生態系全体への恩恵があるだけでなく、二酸化炭素の抑制にも効果があるとされている。さらに、大型鯨類の死骸による炭素の吸収も指摘されている。このようなクジラによってもたらされる植物プランクトンとオキアミを中心とした海洋生態系の循環機構は「オキアミのパラドックス」や「ホエールポンプ」と呼ばれる場合もあり、ベルトコンベヤーにも例えられる表現も見られる。そして、捕鯨によってクジラの個体数が激減したことによって海洋生態系の生産力が低下した可能性も指摘されている。
また、日本列島の漁民においても、古来から「えびす信仰」などの影響による豊漁をもたらす存在としてのクジラの神聖化や捕鯨のタブー視は多くの地域に見られ、捕鯨による磯焼けや悪臭などの公害問題を憂慮する声も漁民の間に存在してきた。

### 絶滅の可能性
国際捕鯨委員会科学委員会の推定資源量では、
- ミンククジラは南半球761,000頭、北大西洋174,000頭、西グリーンランド10,800頭、北西太平洋及びオホーツク海25,000頭[31]。
- シロナガスクジラは南半球2,300頭[31]。（世界的に10000～25000頭（IUCNレッドリスト[81]））
- ナガスクジラは33200頭[31]。
- コククジラは26421頭[31]。
- ホッキョククジラは11730頭[31]。
- ザトウクジラは北西大西洋で11,600、南半球42,000、北太平洋で少なくとも10,000頭[31]。
- セミクジラは約7800頭[31]。
- ゴンドウクジラは78万頭[31]。

であり、シロナガスクジラやセミクジラは絶滅の危険性が高い。また、クロミンククジラについては増加に度々引き合いに出される76万頭という生息数は下方修正されており、増加の停止が確認されている（後述）。なお種としての生息数が豊富であっても、世界中に生息する種類では生息域によっては系群単位で危機にある場合もあり、そういった事実を鑑みた上で資源管理は地域ごとにおこなわなければならない。
捕鯨に対して、数をコントロールしやすい「家畜」と違い鯨類の捕獲はその減少をコントロールできなくなるという懸念もグリーンピースが主張している。
2024年に日本政府がナガスクジラの商業捕鯨の再開を宣言したが、台湾の自然保護団体やシーシェパードの元船長であったポール・ワトソンも含めた各国からの懸念が寄せられ、さらに日本国内の識者も懸念を示しており、絶滅危惧種を捕獲対象とすることのリスクだけでなく需要の低下と商業性の脆弱さも指摘されており、2001年にミンククジラを「海のゴキブリ」と評して「鯨害獣論（鯨食害論）」の拡散と捕鯨論争の拡大に関与した小松正之も、捕鯨推進派としての経歴を持ちながらも今回のナガスクジラの捕獲対象種への追加の科学的正当性への疑念を呈している。また、今回の捕獲対象種への指定によって日本国内のホエールウォッチング業に悪影響が発生する可能性も存在する。上記の通り、日本による今回のナガスクジラの捕獲の独自決定のプロセスが海洋法に関する国際連合条約に違反する可能性も指摘されている。

### 海洋資源の過剰搾取
国連食糧農業機関の2008年報告によれば、海洋水産資源の利用は19%が過剰漁獲、8%が枯渇、1%が枯渇から回復しつつあるとされ、52%が満限利用の状態にあり、20%が適度な利用又は低・未利用の状態とされている。FAO水産委員会の「漁獲能力に関する国際行動計画」に即し水産資源を持続的に利用していくためには、各国による水産資源管理の一層の強化が求められている。
自然保護の観点からは、「人間による捕鯨を含む漁業によって海洋生態系が撹乱されている」という海洋資源の過剰搾取問題がある。捕鯨は、海洋生態系ピラミッドの頂点に立っていた鯨類をバイオマス換算で半分以下まで減らし、その結果海洋生態系はダメージを受けている可能性がある（鯨類の餌としての水産資源消費も鯨類のバイオマス総量に比例して激減していると推測され、鯨類の死体を経由しての生態系ループもまた激減している）。これまでの人類による海洋の過剰搾取を見直す必要がある。この問題は鯨類だけではなく、マグロ（ミナミマグロやタイセイヨウマグロを含む）など特定魚種の集中的漁獲について同様の問題を抱えている。
また、化学物質汚染などにより海洋生態系の状況の悪化も指摘されており、海洋の利用は抑制に転じるべきであると言う主張がある。

### 人道的捕殺
日本が電気銛からライフルを中心に切り替える旨を表明し、これを評価する国が多かったため、イギリスなども提案を撤回した。
致死時間の長さの一因について日本鯨類研究所は「年齢測定のために耳垢栓を無傷で入手する必要があり、致命傷を与えうる部位のうち頭部を避けて捕鯨砲を打ち込んでいたため」と説明。その後独自に開発した効率の高い爆発銛の使用により陸上野生動物のケースに劣らない即死率と平均致死時間を達成している、と反論している。 日本鯨類研究所によれば、2005-2006年の調査捕鯨において平均致死時間（銛命中から致死判定まで）は104秒、即死率は57.8%である（抗議団体の妨害を受けていない場合）。ノルウェーが発表した2000年のデータでは、平均致死時間が136秒、即死率が78%である。
日本の沿岸でのイルカ漁についても致死時間が長いとの批判がされたため、フェロー諸島で使用されている技術の導入が図られている。この方法によれば、脳への血流を即時に停止させ、即死に導くことができる。ただし、スジイルカなど一部の種については、水際で激しく動くために適用が困難で、さらなる改善研究が行われている。
最新の食肉用家畜の屠殺においては、専用の道具（主に屠殺銃）および炭酸ガス麻酔法を用いた安楽死が多いのに対し、鯨は専用施設内での殺処理が行えず、致命傷でなければ死ぬまで時間がかかり、動物福祉の観点から非人道的であるとされる。乗組員の安全性（「大背美流れ」など）や人道的視点などからの致死時間短縮は比較的古くからの課題であり、鯨を感電死させる電気銛などの研究が戦前からあった。日本でも1950年代に電気銛の試験が行われ、鯨の即死が確認されたものの、有効射程の短さなど運用上の困難から主力にはならなかった。

### 食の安全からみた鯨肉
元々食性の生物段階が低いヒゲクジラ類では汚染の程度は低く、南極海産のヒゲクジラについては汚染はほとんどないことも判明している。南極海のミンククジラにも汚染物質がほとんどないことが南極海鯨類捕獲調査で判明している。特に南極海のクロミンククジラの脂皮や筋肉中に蓄積されたPCBやDDTなど人工有機塩素化合物や水銀はごく微量で、北半球の個体と比べると10分の1以下の値である。
2003年の厚生労働省調査ではマッコウクジラやゴンドウクジラ、ハンドウイルカなどのハクジラ類全般について、1970年代に定められた遠洋沖合魚介類に関する暫定的規制値を上回る高濃度のメチル水銀やPCB類が検出された。他方でヒゲクジラ類については、北西太平洋産のミンククジラやニタリクジラに関しては、ミンククジラの脂皮からは暫定規制値を超えるPCB類が認められたものの、メチル水銀は暫定規制値を超えるサンプルは無かった。流通量の過半数を占めていた南極海産のミンククジラ肉については、水銀・PCBともに汚染はほとんどないことが確認された。メチル水銀やPCB類が人体に摂取された場合の健康に生じる影響に関してはフェロー諸島での調査で妊娠中の母親体内の水銀濃度が高度となった場合に胎児の発育に一定の影響を与えることが確認された。それ以外の場合については、影響は科学的には確認されなかった。以上を踏まえて、日本の厚生労働省は、妊婦を対象とした魚介類の摂食ガイドラインを設定し、マグロやキンメダイと並び、ハクジラ類も摂取量の目安が定められた。ただし、これはあくまで妊婦のみを対象としたもので、幼児や授乳婦などを対象とするものではない。また、ミンククジラなどのヒゲクジラ類は汚染が軽度であるとして、沿岸域のものも含めて制限の対象外である。
2010年の国立水俣病総合研究センターによる太地町の健康影響調査で､全国の他地域と比べて平均で4倍超の水銀濃度を毛髪から検出され、うち43人（調査人員の3.8%）の対象者は毛髪水銀濃度の下限値を上回ったが、日本人の平均の70倍の水銀が蓄積している事例がみられ、これは水俣病患者のレベルに達している。濃度が比較的高い182人はメチル水銀中毒と思われるような健康への影響は認められなかった が、非常に心配な状況と見る向きもある。太地町は水銀の影響を受けやすい子供の調査を実施すると発表した。
食の安全の観点から、鯨肉が有害物質によって汚染されており、捕獲自体も止めるべきで、沿岸域の鯨肉、特に栄養段階が高次であるハクジラ類の鯨肉については安全性に問題があると言う主張がある。人間・自然由来の海洋の化学物質が生態系ピラミッドの上位者であるクジラ類・イルカ類の体内に濃縮されること、特に、年齢を重ねるごとに脂溶性の物質が脂肪細胞に蓄積される。その主たるものは水銀および有機塩素系化合物（PCB等）である。生態系ピラミッドの上位である他のマグロやカジキなどの大型魚類についても同様の指摘があるが、哺乳類のクジラ類の寿命は長く、前述の通り年齢を重ねるごとに蓄積される汚染物質が多くなる為、その値はクジラ類ほど高くはない。と言う主張がある。
なお、小型鯨類に含有される水銀に関する取材を行ってきたメディアに太地町の関係者から圧力とも捉えられる態度を取られたこともあったとされている。

### 文化としての捕鯨
日本捕鯨協会によると、日本においてはクジラはただ単に食料としてではなく骨や皮まで全て廃棄することなく利用されていた。しかし、これに異論を唱える学者もおり、日本列島における古式捕鯨の主目的は鯨油であり、保存技術も存在せず販売価格も鯨油よりも大きく劣る鯨肉の優先度は低く、とくに美味とみなされた部位をのぞいて廃棄される事も多かったともされており、内臓や鯨骨は利用されること自体がほとんどなかった。
また、捕鯨と他の漁業における社会的な扱いの格差が顕著であったり、「えびす信仰」などの影響でクジラを神聖視したり捕鯨自体をタブーとする風潮が多くの漁村に存在したため、組織的な古式捕鯨は東日本では限定された地域でしか行われなかった。捕鯨に反感を持つ漁業関係者も少なくなく、大量の血や油で他の海産物やそれらの生息地（磯）が悪影響を被ったり悪臭を発生させたり一帯の景観を損なう（磯焼け）などの点から、捕鯨を禁止する地域も存在したり捕鯨に反対する請願が行われる事例もあった。また、他の漁業技術の発達に伴って捕鯨の優先度も相対的に低下が見られ、捕獲数の減少に伴って捕鯨の他地域への拡大を目論む者との間で軋轢が生じて暴動が発生するなどの事例も「東洋捕鯨鮫事業所焼討事件」をふくめ散見されたとされる。漁業者以外にも、三浦浄心や仏教関係者など当時から捕鯨に反対しクジラへの影響を憂慮する者も存在した。
一方で、日本において捕鯨をナショナリズムの振興や国威掲揚、外国への批判と日本人の「被害者意識」を誘発させる材料として利用してきた側面は江戸時代から見られ、生物学的な実態の伴わない古式捕鯨の持続性の主張や「外国人が日本近海の鯨を捕るよりも先に日本人が捕りつくすべきである」という論調の台頭などが見られたとされる。実際に、上記の三浦浄心が記録した「関東諸浦」における欧米捕鯨が介入する以前の操業（文禄期）では、当初は年平均100-200頭の捕獲だったのが20年ほどで年に4-5頭にまで減少したとされており、古式捕鯨の持続性の是非に関しての再考が必要であるという指摘も存在する。
ナンシー・シューメイカーは、かつて鯨肉食を普及させようと試みたが失敗した米国政府は捕鯨規制には鯨肉を食す国の視点を取り入れずに規制しようとしたため、商業か生業か、文明か野蛮かという二分法の枠組みで扱われた。石油開発によって鯨油は産業資源でなくなったため、アメリカはクジラの捕獲を禁止してもアメリカ人は失うものは何もなく、すなわち鯨肉はアメリカの文化的な好みに合致する味にはならなかったため、国際合意に負の影響を与えていると指摘している。このような食文化その他の文化面における対立には、中国の一部、韓国やベトナムにおける犬食文化がある。
一方で、山本太郎は、ニッスイやマルハニチロや極洋などの国内の大手水産会社が採算性の無さから撤退していること、食肉としての鯨肉の需要の低さ（後述の通り、鯨肉の大量の在庫も問題視されている）、（シーシェパードへの対策も含めた）東日本大震災の復興予算などの財源を投入しているのにもかかわらず商業としての持続性の破綻の可能性、捕鯨自体は文化庁による文化財として保護の対象になっていないこと、鯨肉を食料として重要視する様になったのは戦後の食糧難が大きな一因であること、南極海での捕鯨を放棄する代わりに日本列島の沿岸での捕鯨を許可するという国際捕鯨委員会における提案を日本が3回も拒否していること、ザトウクジラとナガスクジラの捕獲を宣言したことでシーシェパードを中心とした反捕鯨運動を拡大させたことなど、日本政府のこれまでの対応の不手際や事業として継続することの正当性や南極海での捕鯨を「文化」と呼ぶことへの疑問を呈しており、「文化ではなくて水産庁の利権」で捕鯨問題が拡大したとしている。
政府開発援助（ODA）を利用した、日本による国際捕鯨委員会での「票買い」への疑問もみられ、1994年から2006年の間に564億円以上のODAが「票買い」に使われたとされている。ドミニカ国の農業・計画・環境大臣やカリブ自然保護協会の会長を務め、ゴールドマン環境賞の受賞歴も持つアサートン・マーチン（英語版）は、日本による捕鯨へのODAの政治利用を「ODA植民地主義」と形容し、同国の伝統と漁業と観光業への悪影響を主張し、上記の通り、南大西洋の鯨類保護区の設立への反対を強要されたこともあり、これらへの抗議のために大臣職を辞任している。
南氷洋における「捕鯨オリンピック」の時代においても、本来の目的は鯨油の確保であり、沿岸捕鯨との軋轢を解消するために南氷洋産の鯨肉の流通を禁止していたこともある。南氷洋産の鯨肉が注目され始めたのは、第二次世界大戦の勃発によって外国への鯨油の輸出が難しくなり、食糧難も相まったことが原因だとされており、それまでは南氷洋産の鯨肉は廃棄される場合が目立った。とくに日本とソビエト連邦は乱獲や絶滅危惧種の密猟などの規定違反が著しく、日本による沿岸捕鯨と南氷洋での捕鯨での密猟が横行し、絶滅危惧種の保護への反対やモニタリング義務の無視など互いの大規模違法捕鯨への助力も行っており、他の捕鯨国からも非難される場合もあり、日本による外国船を使った密猟も横行してシーシェパードなどに妨害・破壊された「シエラ号」のような事例も存在する。
また、日本のような捕鯨国ではホエールウォッチングとの間に軋轢が生じ、ウォッチング業に悪影響を及ぼす可能性も存在する。アイスランドにおけるナガスクジラ（絶滅危惧種）の捕鯨は国内での消費よりも食用やペットフードなどの目的としての日本への輸出の割合が大きく、一方でアイスランドの国内では鯨肉自体の需要の減少や捕鯨業者の減少、アニマルライツの観点やホエールウォッチングの需要の増加などから、2023年には捕鯨の撤廃の討議も行われるなどの動きが見られている。アイスランドではこれまでにホエールウォッチング業と捕鯨業の間で問題が度々発生した経緯が存在する。例を挙げると、ウォッチングツアーの眼前で捕鯨が行われたり、捕鯨によってクジラが海域から追い払われたり、ホエールウォッチング船に近づくミンククジラの人懐っこさを利用した捕鯨が行われるなどの事態が見られた。そして、観光業者などからの多数の苦情がアイスランド政府に寄せられたために政府は沿岸域をホエールウォッチング用に、遠洋域を捕鯨用に指定したが、それ以降も沿岸域や隣接する海域で捕鯨が行われてきた。しかしながら、2024年12月には独立党が政権交代によって下野し（野党・社会民主同盟は捕鯨反対の立場を取る）、ビャルニ・ベネディクッツォンが退任直前に急遽ミンククジラとナガスクジラの2029年までの捕獲枠を発行した。これに対して、動物愛護団体などが（退任間近であるベネディクッツォンの決定権の有無の是非も含め）この捕獲許可の中止のための署名運動を開始したなど国内で物議を醸している。
2015年の『ビハインド・ザ・コーヴ　〜捕鯨問題の謎に迫る〜』や、業界関係者のほかに『シン・ゴジラ』などの作品で知られる樋口真嗣も出演した2023年の『鯨のレストラン 〜SDGsとクジラ〜』を監督した八木景子は、日本の捕鯨を支持する立場である一方で国内の捕鯨業界の不手際と腐敗も指摘しており、将来性を見据えない国際捕鯨委員会からの脱退、多額の税金の投入、商業としての方向性や実現性ではなくて国家予算や利権を得ることへの方向性の編重、業界内の排他性や男尊女卑の傾向、ノルウェーとの価格競争への国内外の業者の結託による国内の業者への悪影響、「シーシェパード犠牲者ビジネス」などの点を挙げており、コストパフォーマンスを度外視した税金が使用されている現状があるとしている。
また、C・W・ニコルや石井泉などの国内の関係者の様に、かつては日本の捕鯨やイルカ猟を応援していた立場の人間が日本の捕鯨業界の腐敗によって反捕鯨側に回ったり支援をやめたとする事例もあったとしている。

### 異文化対立、文化多様性
反捕鯨国の多くはクジラを食料としてきた歴史が途絶えて久しいため、「クジラを食料と見る文化が生き残っているか、そういう文化が生き残っておらず、保護対象としての野生動物と見る」という異文化対立が生じている。愛媛大学農学部の細川隆雄は、「鯨を捕るな食べるな」という価値観を日本は押し付けられたとしている。文化の多様性は尊重されるべきであるし、資源管理における地域社会の貢献もあり、日本の沿岸小型捕鯨者によるミンククジラの捕鯨は認められるべきである。B.モーランも、生存（生業）捕鯨(subsistence whaling）と商業捕鯨 (commercial whaling) の区別は西欧的な偏見のかかった価値体系に基づいたもので非西欧人には受け入れることができないし、捕鯨はコモディティであり生業捕鯨と商業捕鯨の区別は無意味であるとした。フリードハイムも反捕鯨規範を押し付けることは、文化的侵害行為として批判している。1989年に日本代表はIWCで「肉食文化が魚食文化を破壊するためにIWCを利用している」と批判した。オーストラリアではカンガルー、欧州ではきつね、アメリカでは子牛などのほ乳類を殺し食べているが日本の捕鯨を認めないというのは偽善である。ある文化的風習が過剰搾取や種の絶滅にならない限りは風習を堅持する権利が各文化にはある。農林水産省は「鯨肉の消費は時代遅れの文化的風習ではなく、牛肉を食べることが世界の標準でもない」と主張している。しばしば主に欧米と捕鯨国の捕鯨に対する意見の衝突は「ユダヤ教やキリスト教といった宗教・文化と捕鯨国（日本）との宗教・文化の価値観の相違」でもあると語られることがある。日本では捕鯨とクジラへの信仰があり、クジラを供養する宗教観が存在する。ただキリスト教国家でも捕鯨は行われていたことがある。
伝統的には日本では捕鯨された鯨への感謝や供養が見られ、当時は食糧確保が難しかったことを鑑みると、これは動物保護団体の思想に近いとする指摘や、村八分等の悪しき伝統もあり文化だからという理由だけで擁護すべきではないという指摘がある。
一方で、捕獲したクジラを供養するという風習は仏教関係者によって始められた事例が顕著であり、古式捕鯨の盛んだったすべての地域にクジラの怨念（怨霊）や祟りや神罰で人的被害が続出したのを見かねた僧侶などが人々を諫めて鯨塚や鯨墓の建立などの供養を始めさせたという昔話が残されている。

### 鯨の神格化、クジラ知的生物論
岸上伸啓によれば鯨の神格化は、メディアの圧倒的な物量作戦によって生み出された鯨の虚像（メディアホエール)であり、愛や平和，非暴力などの価値が強調され、映像や音声表現にヴァーチャル・リアリティが入っており、こうしたメッセージから捕鯨が倫理的に悪と考えられている。また、俗流動物中心主義にたつ反捕鯨論はエコファシズムに向かう危険があるとみている。また、環境保護はこうしたシンボルを利用して、多額の資金を調達し、また企業や政府はこうした神話を支持することによって「地球にやさしい」という政治的な正当性を獲得したと分析している。
ノルウェーの人類学者カランによれば、クジラを生物学的、生態学的、文化政治的に象徴的に特別な存在とみなして、地球上で最大の動物（シロナガスクジラ），地球上で最大の脳容積を持つ動物（マッコウクジラ），身体に比して大きな脳を持つ動物（ハンドウイルカ），愉快でさまざまな歌を歌う動物（ザトウクジラ），人間に友好的な親しい動物（コククジラ），絶滅の危機に瀕している動物（ホッキョククジラやシロナガスクジラ）といった特徴のすべてを併せ持った空想の鯨、「スーパーホエール神話」がメディアにおいて流通し、環境保護のシンボルとなったと指摘している。
三浦淳は、知能の高低と殺してよいもの、そうでないものを結びつけることに合意される合理的な理由はないうえに、その論法を用いれば知能が低い人間は殺害してもよい、という考えに結びつくと述べている。このような価値観が反捕鯨の世論の形成の根底にあるといわれる。
また、河島基弘はクジラに見られる6つの特殊性が反捕鯨思想に影響を与えていると考察したうえで、鯨を神格化し特別視することは種の違いに基づく種差別であるとしている。
一方で、クジラを神聖視して捕鯨をタブー視する風潮は日本列島の多くの漁村にも見られた現象であり、日本でも捕鯨を禁止する地域が存在したり捕鯨に反対する漁民の影響で「東洋捕鯨鮫事業所焼討事件」が発生している。類似したクジラへの信仰と捕鯨の忌諱は朝鮮半島や中国大陸や現在のベトナムなどアジアの広範囲に普遍的に存在していた。

#### 利用法
縄文時代には骨が土器の製造台として使われ、飛鳥時代に仏教が伝来して一般的に肉食が禁止されると、当時は魚と見なされていたクジラから貴重な動物性タンパク質が摂取された。江戸時代初期まではクジラは貴重な食材として扱われ、饗応品や献上品に利用された。江戸時代初期以降に組織的捕鯨が始まると供給量が一気に増大し、赤肉や皮類は塩漬けされて日本全国に供給され、江戸時代中期に庶民の一般的な食料となり、時節やハレの日に縁起物として広く食されるようになり、多種多様な鯨料理と鯨食文化が生まれた。一例として、毎年12月13日に塩蔵した鯨の皮の入った鯨汁を食べる「煤払い（すすはらい）」や、70種類の鯨料理を紹介した書物「鯨肉調味方」があげられる。食文化以外では「花おさ」に代表される縁起物としての工芸品でもある鯨細工は、クジラの歯・骨・鯨ひげを材料とし、鯨ひげは人形浄瑠璃の板バネやカラクリ人形のゼンマイにも使われてきた。
ノルウェーやアイスランドなどにも鯨食文化が残っている。また、鯨肉は美味であるだけでなく、高タンパク、低脂肪、低カロリー、でコレステロール含有量も少なく、脂肪酸には血栓を予防するエイコサペンタエン酸（EPA）や頭の働きをよくするドコサヘキサエン酸（DHA）、抗疲労効果のあるバレニン成分が豊富に含まれ、生活習慣病、アトピー等のアレルギー症状を軽減する。

### 伝統捕鯨、原住民生存捕鯨
先史時代、縄文時代前期より日本では捕鯨が行われてきた。江戸時代の鎖国政策によって遠洋航海が可能な船の建造が禁止されていたため、遠隔捕鯨化に伴う産業的な拡大は限定的で、これは明治以降の沿岸捕鯨の近代化・沖合捕鯨の開始・南極海商業捕鯨（輸出向けの鯨油の確保による外資稼ぎが主目的で、冷凍船の導入などで持ち帰りが可能に）にもある程度引き継がれた。
2002年のIWC下関会議では、原住民生存捕鯨枠には反捕鯨国が含まれる一方で、日本に対しては捕獲枠がいっさい認められず、調査捕鯨も引き続き反捕鯨国から非難され、また先住民には絶滅危惧種であるホッキョククジラなどの捕獲を認める一方で、日本に対しては絶滅の危機に直面しているわけではないクロミンククジラの捕獲も許さないという対応がとられた。日本は「反捕鯨国による二重基準である」と反発し、生存捕鯨の採択を否決に持ち込んだ。このため、生存捕鯨枠の運用は一時停止を余儀なくされた。ユージン・ラポワントは欧米人が植民地主義の贖罪意識から絶滅危惧種のホッキョククジラ捕獲を自国の先住民に認め、他方で日本やノルウェーの捕鯨を認めない理由について、かつて両国は自分たちの意のままにならなかったためであると指摘している。
日本が求める沿岸捕鯨は、日本の伝統捕鯨とは捕獲方法も対象鯨種も異なり、「原住民生存捕鯨」と同じカテゴリで認められる可能性はない。
NGOのグリーンピースは2007年に日本が提出した議案「沿岸小型捕鯨の捕獲枠」は「原住民生存捕鯨」と同列に扱い、また「調査捕鯨」の拡大解釈とともに二重基準であると批判している。またグリーンピースは「原住民生存捕鯨」及び鯨肉食自体にも反対せず。逆に日本政府がアイヌ民族の寄り鯨利用も禁じるなど先住権を認めず、近代捕鯨を「原住民生存捕鯨」に見せかけ偽装することは先住民族を傷つけるものであると非難している。また、日本が2018年に国際捕鯨委員会を脱退したことによって、アイヌ民族の一部が提唱してきた生存捕鯨の実現が難しくなった可能性も存在する。一方で、考古学上の観点からアイヌは積極的な捕鯨を行っていなかった可能性も指摘されている。
なお、現行されている生存捕鯨においても捕獲が許可されていない種類の捕獲などのルール違反が発生することが判明しており、中には「生存捕鯨」としての条件を満たしていないにもかかわらずに行われているとして複数の国々から中止を求められている事例も存在する。また、マカ族によるコククジラを対象とした生存捕鯨の再開の当初の主目的の一つとして日本への鯨肉の販売が存在していた。

### 国際捕鯨取締条約の解釈
国際捕鯨委員会（IWC）の目的の一つが捕鯨産業の秩序ある発展であることは、IWC設立の根拠となる国際捕鯨取締条約にも明確に記載されている。
国際捕鯨取締条約8条ではIWCメンバー国は自国が適当と考える条件で科学調査を目的として鯨を捕獲できるとしており、商業捕鯨モラトリアムや南大洋鯨類サンクチュアリー（保護区）に拘束されずに、捕獲調査を行うことができると条約で認められている。むしろ、モラトリアムはもう必要がなく、南大洋の永久保護区（サンクチュアリー）は資源量と無関係に設定されているため、条約に反している。
1994年、日本をのぞいてIWC全会一致で南極海は永久保護区（サンクチュアリー）に指定された。

### 調査捕鯨
調査捕鯨の仕事は大別すると、鯨体を捕獲する捕獲調査と個体数を数える目視調査がある。鯨の推定頭数の算出や生態調査も目的としている。平行してバイオプシー調査も行っており、こちらでは確保不能なシロナガスクジラなどの種のサンプルも集めている。
調査捕鯨が開始された理由は、1982年のモラトリアム導入に際し反捕鯨国側は「現在使われている科学的データには不確実性がある」ことを根拠にして安全な資源管理ができないと主張したためであった。
日本捕鯨協会によれば日本の南極海鯨類捕獲調査捕鯨ではクロミンククジラ、ザトウクジラなど各種クジラが増加していること、鯨種や成長段階による棲み分けの状態、回遊範囲が非常に広範囲であること、1980年代後半から現在までクロミンククジラの資源量推定値に大きな増減はみられず、個体数は安定していることも明らかになり、多様な調査結果が得られている。
北西太平洋鯨類捕獲調査においては、日本周辺のクジラは豊富であること。DNA分析で太平洋側と日本海側の鯨は別の系群にあること、などがわかった。IUCNのレッドリストで「絶滅危機」に分類されているイワシクジラの調査捕鯨では、北西太平洋イワシクジラの生息数を2004年6月までは28,000頭、2004年9月からは67,600頭、2009年5月からは28,500頭と考えており、年間100頭程度の捕獲はイワシクジラの安定的な生息には影響を与えないとしている。
調査捕鯨に関して日本は1987年から2006年までの間に、査読制度のある学術誌に91編の論文を発表し、IWCの科学小委員会に182編の科学論文を提出するなどしており、2006年12月のIWC科学小委員会では、日本の研究について「海洋生態系における鯨類の役割のいくつかの側面を解明することを可能にし、その関連で科学小委員会の作業や南極の海洋生物資源の保存に関する条約（CCAMLR）など他の関連する機関の作業に重要な貢献をなす可能性を有する」と結論づけ、1997年のIWC科学小委員会においても、日本の調査が「南半球産ミンククジラの管理を改善する可能性がある」と評価されている。「捕獲調査は商業捕鯨の隠れみの」という批判に対し、クジラ調査は専門の学者が調査計画に基づいて船を運航させて、若干の捕獲を行い、耳垢栓や卵巣などの標本を採取し、調査後の鯨体は完全に利用することが条約（ICRW第8条第2項）で定められているので調査の副産物として持ち帰り、市場に出し、販売で得られた代金は調査経費の一部に充当されており、鯨体を可能な限り利用することは資源を大切にするという意味であると述べている。
また、耳垢栓や生殖腺などの器官は鯨体の内部深くにあり、体内の汚染物質、胃内容物の調査を効果的に実施するためには致死的調査は不可欠である。バイオプシーなど非致死的調査で得られる情報もあるが非効率で現実的でないことはIWC科学委員会でも認識されている。

世界自然保護基金は、日本は生態系調査を目的とする「調査捕鯨」（鯨類捕獲調査）に切り替えたが、捕殺した鯨の肉の一部を商業市場で販売しており、調査捕鯨は科学調査という大義名分を使った疑似商業捕鯨であると述べた上で、日本は集積された情報を独立した審査のために公開することを拒否し、調査で集められたデータの殆どは殺さない方法で得ることが可能であり、日本の鯨調査計画が信頼にたる科学として最低限の基準を満たしていないと批判している。
2014年、国際司法裁判所は、日本の南極海での調査捕鯨は事実上の商業捕鯨であるとする判決を下した。

#### 調査捕鯨による鯨肉の需要減少による過剰在庫の存在
消費量は近年は拡大傾向にありまた在庫量は一定の水準を保っている。在庫に余りはないと水産庁は説明しているが、衆議院決算行政監視委員会の理事である自民党の平将明衆院議員は調査捕鯨の必要性を訴えられ、調査したら鯨肉の在庫は余っており、役所に嘘をつかれたと非難している。また、日本の調査捕鯨拡大に伴い鯨肉の在庫量が増加しているという報道があり、鯨肉の需要は現在は減っている。長引く商業捕鯨停止で卸業者が減少したために流通が滞っている。2016年の消費量は2845t、入荷量は4089t、在庫量は2237t。

### 領海への接近及び侵入
オーストラリア及びニュージーランドがその領海に隣接する南極海の領域を管理しているという見方がまず客観的にも存在しており、そこが南極の調査捕鯨に対する不快感につながっているとされている。

ただし、1959年の南極条約により領土主権は凍結されており、日本はオーストラリア南極領土の領有権を認めていない。
中国メディアによれば、日本の捕鯨に対してオーストラリアが「日本が権利もなくわが国が南極に持つ40%の領土に侵入した」と南極領土の問題を主張した 。

## 反捕鯨運動
日本政府水産庁は海外援助で発展途上国の票を買うことはしていないと公表している。一方企業の動きを見ると、反捕鯨運動をうけて、イトーヨーカ堂、西友などの大手チェーンを含む少なくとも3500のスーパーが日本国内におけるクジラやイルカ製品の販売を中止した。ヤフーやアマゾンジャパンも鯨肉販売を中止した。
グリーンピースやシーシェパードといった反捕鯨NGOの活動船と日本やノルウェーなどの捕鯨船とのトラブルがある。シーシェパードの暴力的な示威活動はカナダ、デンマーク、日本、ワシントン州のアメリカ先住民の部族であるマカー族に対して起こされている。
反捕鯨には日本人への人種差別が基調にあるという言説によれば、1978年6月のIWCロンドン総会で日本代表団は反捕鯨団体に赤い染料をかけられ、「殺人者！バーバリアン(野蛮人）！お前たちが殺した鯨の血だ！」と怒号がかけられ、そうした様子は「この野蛮人をみよ」としてBBCで放映された。1979年の総会でもロンドンのトラファルガー広場で「日本死刑執行」と称して眼鏡をかけた人形を吊るし、銛で刺すデモンストレーションや、日の丸が焼かれるなどした。こうした行動は同じ捕鯨国のノルウェーやソ連に対しては行われなかった。しかしながら、捕鯨問題に詳しいC.W.ニコルは日の丸が焼かれた事件について、飽くまでも差別的な個人が煽っているのであり、人種全体がそうだという訳ではないのだと語っており、また、捕鯨問題は黄色人種と白人の対立ではない、反捕鯨主義者の一部と日本人の一部が人種問題に扇動しているとしている。
2010年1月のオーストラリア人1000人を対象にした世論調査では94%が捕鯨に反対している（「ニューズウィーク日本版』2014年4月15日号より）が、南極海の領域を管理しているという点からのテリトリー意識や観光資源としての利益保護という点もあるのだろうとされる。
2008年にはグリーンピース日本支部によるクジラ肉窃盗事件が発生した。平成17年には日本鯨類研究所がグリーンピースジャパンに対して暴力的な妨害について公開質問状を出した。
岸上伸啓は環境NGOグリーンピースは、反捕鯨を資金集めの手段としており「抗議ビジネス」であり、グリーンピースは支援者から注目を集め資金をえるために，クジラに関して誇張した情報を流して人々の不安心理を掻きたてメディアを操作し、欧米の政治家の中にはクリーンなイメージをアピールし，支持者を集める手段として反捕鯨を訴える者がおり、捕鯨問題が政治的に利用されているとの批判があるとしている。
また、この問題は、日本の経済が好調であった時期に欧米諸国の自然保護団体に同調した自動車産業団体や、農産物生産者等によって利用され、ジャパンバッシングに起因する反日運動の一つとして、過激な運動やパフォーマンスも行われた。
尚、川端裕人によると、ニュージーランドは日本に好印象を持っており、グリーンピース･ニュージーランドの反捕鯨キャンペーンのキャッチフレーズは「日本は好きだけど、捕鯨には胸が痛む!」であると指摘している。
上記の通り、山本太郎はシーシェパードの抗議行動を拡大させたのは、日本がザトウクジラとナガスクジラの南極海における捕鯨を宣言したことが原因の一つとして挙げている。
エコテロリストへの対抗運動
日本の統一戦線義勇軍は榎本正隆をオーストラリアへ派遣して、2008年から一年間オーストラリアで反シーシェパードの活動を行っていた。榎本によるとオーストラリア人の中には日本は捕鯨をした方がいいと言う人も沢山いて、大半のオーストラリア人は反シーシェパードである（あれは下品）と述べている。
主権回復を目指す会はシー･シェパードが協力した映画『ザ・コーヴ』を反日映画として、日本国内で公開禁止の抗議活動を強硬に行った。しかしながらこの抗議活動は製作に関与していない日本国内の映画配給会社や映画館の支配人の自宅での抗議であり、支配人の高齢の母親が攻撃されるに至って、家族を攻撃するのは右翼であれ左翼であれ許されざることであり、統一戦線義勇軍や一水会など他の右翼団体の反発を招いた。前述の統一義勇軍の榎本曰く、外国の映画で日本人同士がぶつかっている奇妙な構図だと指摘している。
デンマークのフェロー諸島のゴンドウクジラ協会は捕鯨のPR活動を行っているが、これはシー・シェパードによる妨害活動に対抗する為に設立されたものである。

## 日本のIWC脱退
日本は2018年12月26日、国際捕鯨委員会（IWC）から脱退し、翌2019年7月1日から商業捕鯨を日本の200海里水域内で再開することを発表した。
詳細は「国際捕鯨委員会＃日本の脱退」を参照。

## 日本における世論・報道
日本においては、2001年に内閣府による捕鯨に関する複数項目の世論調査が行われ、賛成多数となっており、また2006年にはインターネットサイトYahoo!によるアイスランドの捕鯨再開に伴う商業捕鯨の賛否を問うアンケート調査が行われ、こちらも賛成多数となっている。
近々においても2018年に外務省により外交に関する電話での世論調査が行われ、複数項目の内、IWC脱退と捕鯨再開の政府方針への賛否の項目で賛成多数となっている。
捕鯨に賛成する人が多数であるが、捕鯨自体に積極的に賛成というよりは、捕鯨を批判・否定するという価値観の押し付けに対する反発という側面が強いという見方もある。
- 中田宏（当時の横浜市長）は「IWC総会では毎年、正当な主張は採択されず、根拠のない不当な意見ばかりが多数決で押し切られるという、およそ国際会議とは信じられないような出鱈目さを呈している」と批判している[187]。
- 作家の川端裕人はマスコミが「日本文化の捕鯨を訳の分からない保護団体が不当に反対している」という切り口のみで報道すると指摘している。また環境団体の情報ソースを団体の宣伝になるからと報道しなかった実体験から、メディアには環境団体の情報を吟味する能力がないのだと告白しているのと同義だとしている[188]。
- 神保哲生は捕鯨問題の図式はメディアでもタブーになっており、政府の長年のPR活動と西側NGOの戦略の拙さが原因だとしている[189]。当時俳優の山本太郎もメディアでのタブーについて、6（六ヶ所村）と並んで9（クジラ）のことは話題にもできない空気があると指摘している[190]。
- 元水産庁技官小松正之は日本政府は捕鯨問題に真剣に取り組んでおらず、「アメリカやアングロサクソンの国々と対立しても戦わずして争いを避けてしまう、やる気も能力もない外交」と非難し、「捕鯨のような小さな案件での対立が日米関係の全体に悪影響を及ぼすはずがなく、むしろマイナーな分野だからこそ、毅然とした態度で主張すべき」としている[191]。

## 関連作品
- 白鯨 - ハーマン・メルヴィルの小説。グレゴリー・ペックが主演で映画化もされている。
- ザ・コーヴ - 太地のイルカ漁を批判した映画。アカデミー賞受賞作。
- ビハインド・ザ・コーヴ 〜捕鯨問題の謎に迫る〜(Behind "The Cove")2015モントリオール国際映画祭出品作品。
- Whale Whores - アメリカのアニメ、サウスパーク第13シーズン第11話。シー・シェパードによる過激な運動とリアリティショーの演出手法を批判的に描いている。
- 『美味しんぼ・激闘鯨合戦』漫画（抜き刷りを捕鯨協会が配布している）
- NHKスペシャル クジラと生きる - 映画『ザ・コーヴ』の舞台となった和歌山県の東牟婁郡太地町を半年間取材し、主に漁業者の心中を描いた、NHK総合テレビで放送されたドキュメンタリー特別番組。